# Joseph Brown (Kupferstecher)
Joseph Brown (geboren 1809; gestorben 1887) war ein englischer Stahl- und Kupferstecher sowie Graveur.
Brown stellte erstmals 1833 oder 1836 aus. 1839 trat er dem Artists' Annuity Fund bei und schuf in den frühen 1840er Jahren die Stiche für die Drucke der Granger Society, später auch andere Porträts des britischen Hochadels beispielsweise für Frontispize, aber auch Historien-Darstellungen und Buchillustrationen, darunter für Edward H. Nolans  Illustrated History of the British Empire in India.

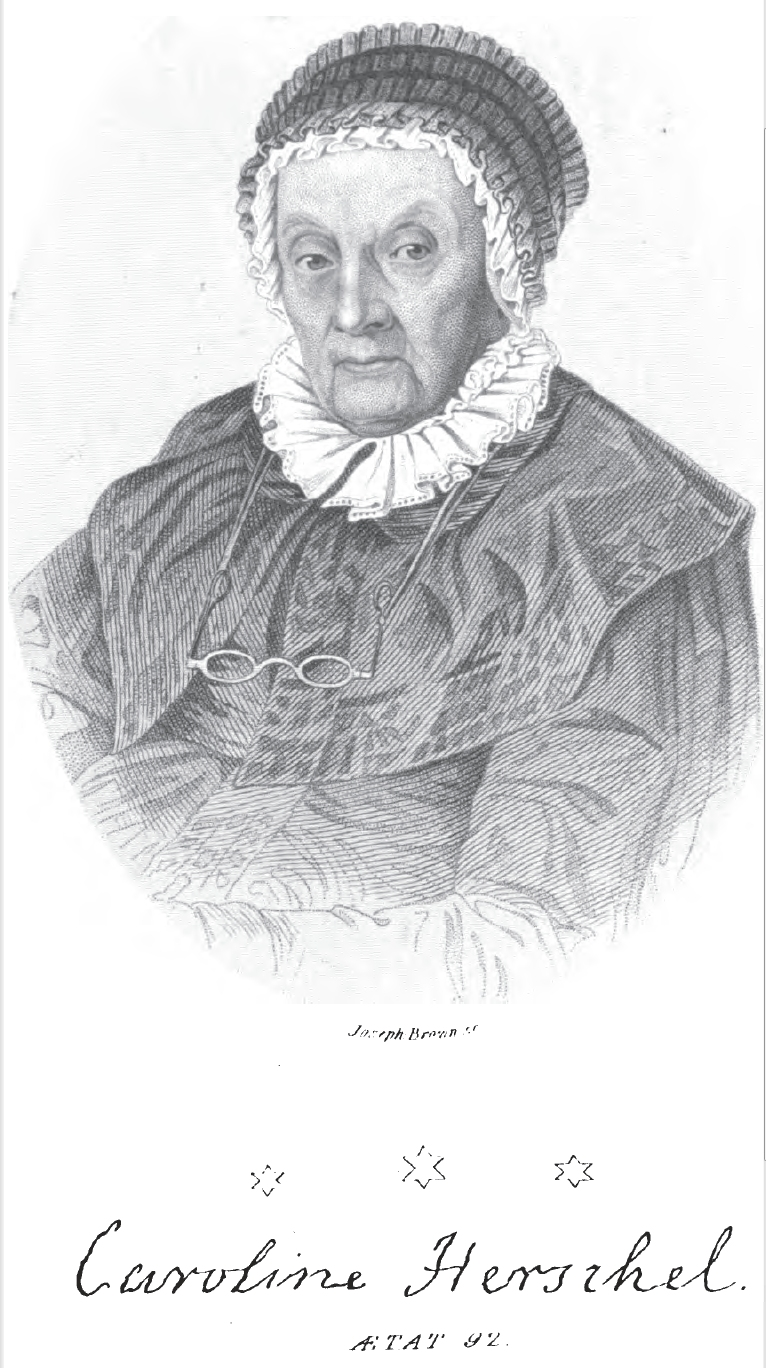
Die 92-jährige Caroline Herschel;
um 1843, signiert Joseph Brown sc

Brown schuf vor allem Stiche und Strichgravuren nach Gemälden anderer Künstler wie beispielsweise George Romney, John Opie, J. Robson und George Perfect Harding. Zwischen 1852 und 1854 stach er vier Porträts, die Charles Hayter für das The Court Album gemalt hatte. Fünf von Browns Platten fanden zwischen 1853 und 1859 für Drucke im Art Journal Verwendung.
Zwischen 1857 bis 1886 beschickte Brown vielfach die Royal Academy of Arts in London, wenngleich er um 1860 seine Gravurarbeiten unterbrach, um der Malerei nachzugehen.
Um 1843 schuf Brown den Stich der 92-jährigen Astronomin Caroline Herschel, der in ihren postum erschienenen Memoiren als Frontispiz diente.